# زنان (فیلم ۱۹۶۹)
زنان (فرانسوی: Les Femmes‎) یک فیلم کمدی جنسی محصول ۱۹۶۹ به کارگردانی ژان اورل است.